# IdaAida
IdaAida var en dansk rap- og popduo. Duoen udgav sit første album, 100%, i 2008 og har hittet med sangen En Klassiker. De er blevet sammenlignet med Nik & Jay.
Duoen blev opløst efter et år pga. kunstneriske uenigheder - den bestod af sangerinderne Aida Abdi og Ida Ambrose, som i dag er sangerinde i Danser med Drenge.